# Set-top box
Set-top box, przystawka STB, dekoder STB, tuner STB – elektroniczne urządzenie podłączane do telewizora w celu pozyskania nowych funkcji. Jego zadaniem jest zamiana zewnętrznego źródła sygnału w możliwy do wyświetlenia na telewizorze obraz. Najczęściej spotykanymi urządzeniami STB są dekodery cyfrowej telewizji satelitarnej, kablowej i naziemnej oraz IPTV (telewizja przez Internet). Pozwalają one zazwyczaj na odtwarzanie wideo i dźwięku, a czasami także przeglądanie stron internetowych, granie w gry komputerowe, odtwarzanie filmów DVD itp. Set-top box wykorzystuje w tym celu najczęściej antenę satelitarną, ale może wykorzystywać również łącze ethernetowe, łącze telewizji kablowej, linię telefoniczną (włączając w to DSL/ADSL) albo nawet zwykłą antenę UHF/VHF.

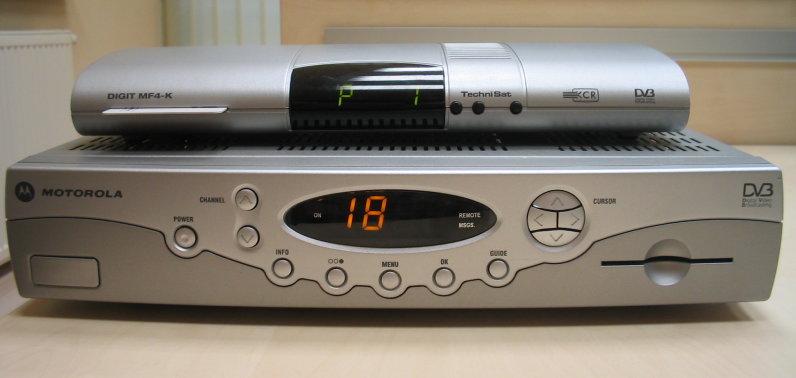
STB dla sieci kablowej (DVB-C), model jedno- (góra) i dwukierunkowy (dół)

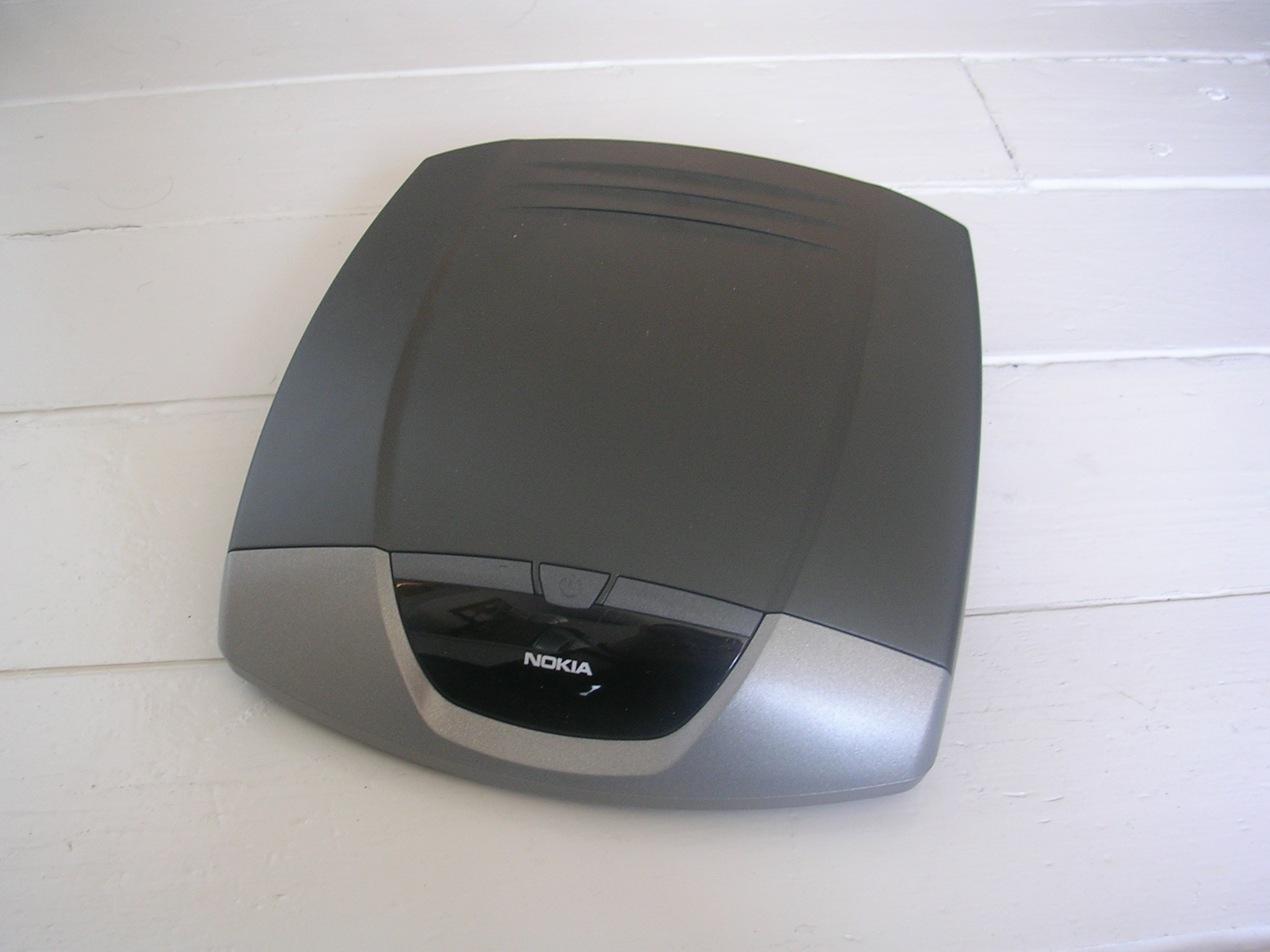
STB firmy Nokia

Klasyczne urządzenie STB posiada zwykle kilka wyjść, np.:
- SCART/Euro, służące do podłączenia klasycznego telewizora
- cyfrowe złącze HDMI z obsługą protokołu HDCP, służące do podłączenia standardowego telewizora
- modulator UHF, umożliwiający podłączenie STB do telewizora zwykłym kablem antenowym
- koncentryczne (coaxial) lub optyczne cyfrowe wyjście dźwięku AC3/Dolby Digital.

## Historia
Pierwsze przystawki STB produkowane były od 1962 i służyły do odbioru programów telewizyjnych z pasma UHF. W Polsce przystawki produkowane były już po uruchomieniu Programu 2 w latach 70. Przystawki te były rozwiązaniem dla telewizorów które posiadały tylko wbudowany tuner VHF, ponieważ przystawka miała wbudowaną możliwość odbioru z VHF i nie było potrzeby odłączania kabla z przystawki. Jedną z polskich modeli przystawek jest Unitra ZTA-201. Przystawki produkowane były jeszcze przez kilkadziesiąt lat po wprowadzeniu pierwszych telewizorów z wbudowanymi dekoderami z pasmem UHF.

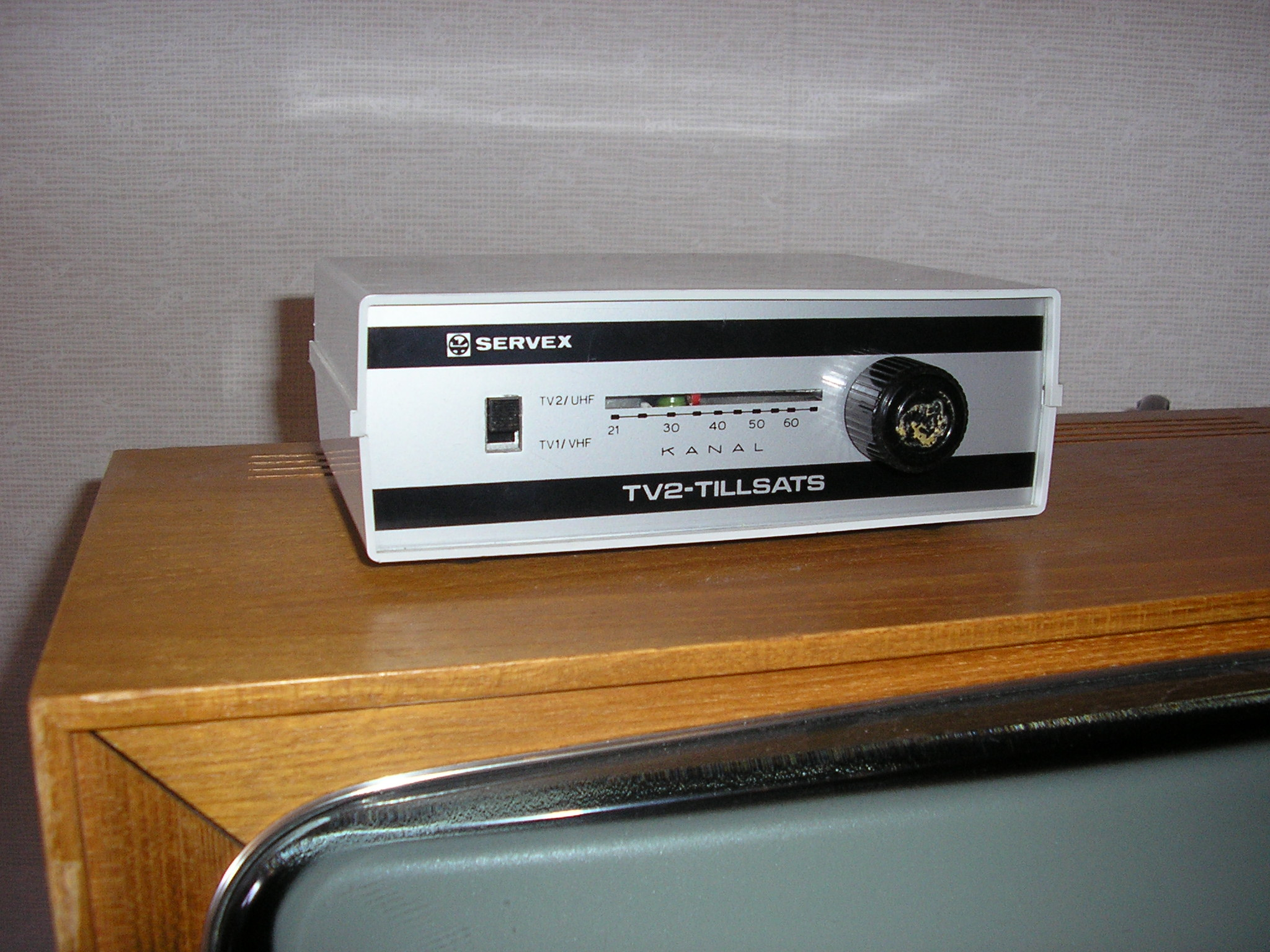
Jedna z najstarszych modeli przystawek do odbioru kanałów z pasma UHF

Obecnie dekodery STB pozwalają również na odbiór programów cyfrowych satelitarnych, naziemnych i kablowych o standardowej i wysokiej rozdzielczości w standardzie MPEG-2 lub H.264/MPEG-4 AVC czy też VC-1. Urządzenia set-top-box do odbioru telewizji cyfrowej powinny spełniać wymogi Ministra Administracji i Cyfryzacji. Szczególną uwagę należy zwrócić na obsługę dźwięku w formacie E-AC-3 (Dolby Digital Plus), a także dla sygnału wizji obsługę formatu SD i HD kodowanych w systemie MPEG-4 H.264.

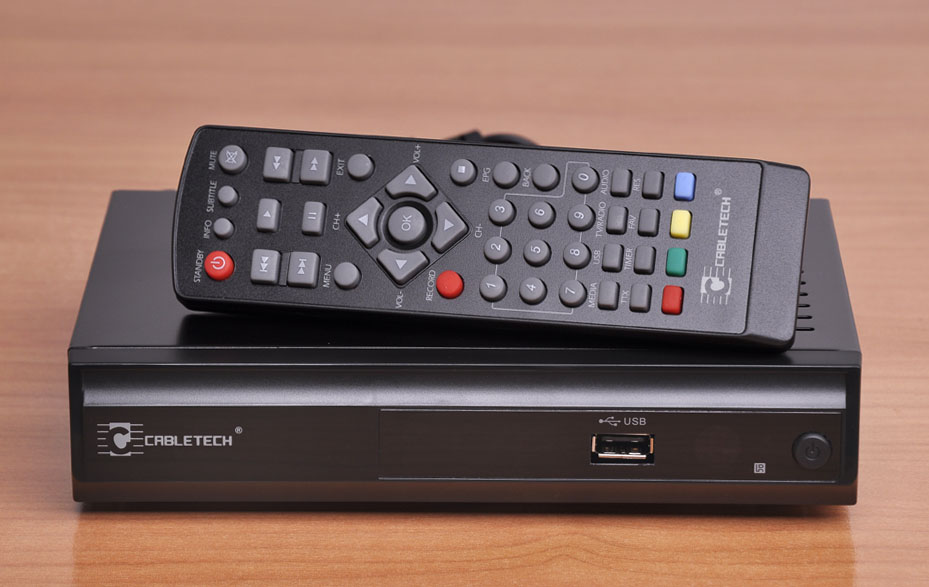
Tuner DVB-T do odbioru cyfrowej telewizji naziemnej w formacie MPEG-4 firmy Cabletech

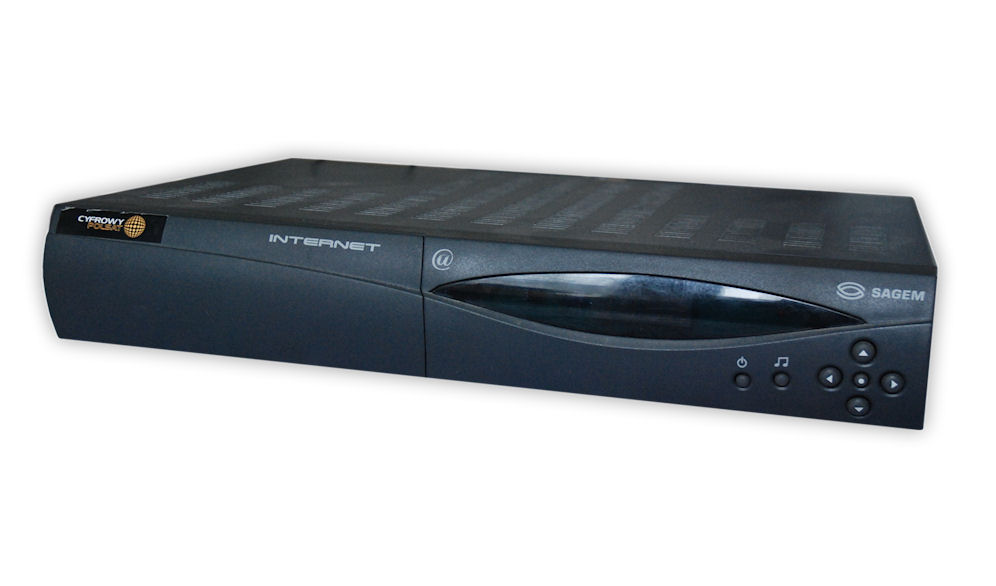
Sagem ISD4285, który był dawniej używany jako dekoder Cyfrowego Polsatu.

## Odbiór programów niekodowanych
Najprostsze urządzenia umożliwiają jedynie odbiór programów FTA (Free-to-Air), które najczęściej można odbierać drogą satelitarną lub naziemną. Nie jest wtedy wymagana ochrona treści czy dostępu. Urządzenia tego typu są najtańsze.

## Programy kodowane, Pay-per-View
STB pracujący w dowolnym standardzie może być wyposażony we wbudowany moduł dostępu warunkowego lub miejsce na taki moduł. Dzięki temu operator platformy cyfrowej może realizować warunkowy dostęp do usług, polegający na weryfikacji karty (zwykle format Smart Card). Każda karta posiada unikatowy numer oraz inne informacje, pozwalające na przesłanie w strumieniu danych, obok obrazu i dźwięku, danych pozwalających na wygenerowanie poprzez moduł odpowiedniego CW (Code Word) pozwalającego STB na rozszyfrowanie obrazu i dźwięku płatnej usługi. Dla STB IP, oprócz powyższej metody, stosuje się także wbudowanego klienta systemu warunkowego dostępu, a więc programowy odpowiednik karty Smart Card. STB umożliwiające także odbiór kanałów kodowanych są droższe od urządzeń FTA.

## Wideo na życzenie
Usługa „wideo na życzenie” (VoD) pozwala na oglądanie (wypożyczanie) filmów bez konieczności wychodzenia z domu. VoD nazywane jest często „domową wypożyczalnią wideo” czynną 24 godziny na dobę, 7 dni w tygodniu i co ważne, bez konieczności wychodzenia z domu w celu wypożyczenia filmu i późniejszego jego oddania. Poprzez usługę VoD widz może za pomocą jedynie pilota dokonywać szybkiego wyboru i zakupu filmu, który następnie może oglądać przez 24 lub 48 godzin (czas ten zależy od operatora usługi). Wypożyczając w ten sposób film, nie trzeba martwić się o jego oddanie, gdyż film po określonym czasie od aktywacji, automatycznie zostaje zdezaktywowany („powraca” do „wypożyczalni”). By móc skorzystać z VoD, usługę tę musi oferować operator. W przypadku, gdy system operacyjny odbiornika nie obsługuje aplikacji VoD lub nie są one aktualizowane można skorzystać z urządzeń typu TV BOX. W Polsce usługę VoD jako pierwsza wprowadziła Telewizja n, choć dziś świadczą ją także: Cyfra+, UPC, HBO, Multimedia, Inotel, Dialog, Cyfrowy Polsat czy Vectra. Dostęp do usługi VoD możliwy jest przy pomocy bardziej zaawansowanych dekoderów, często będących także nagrywarkami (STB PVR), czy też zawierających kanał zwrotny, modem kablowy, modem telefoniczny. W przypadku operatorów satelitarnych, VoD także jest oferowane, tu komunikacja odbywa się „z powietrza”.

## STB PVR
STB PVR to dekoder posiadający, oprócz standardowych cech, także dysk twardy umożliwiający nagrywanie dowolnych materiałów telewizyjnych (filmów, wydarzeń sportowych, koncertów i wielu innych). Nagrywanie może odbywać się w czasie rzeczywistym, tj. w trakcie oglądania lub nagranie to można zaprogramować i odtworzyć później w dowolnym momencie. W przypadku STB z funkcją nagrywania, możliwe jest także zatrzymywanie telewizji nadawanej na żywo, pauzowanie (zatrzymywanie) materiału nagranego, przewijanie, ponowne odtwarzanie. Funkcja ta podobna jest do odtwarzania powszechnie znanego DVD. Dekodery z możliwością nagrywania (PVR) pozwalają na korzystanie w pełni z oferty programowej, bez pomijania najciekawszych filmów i programów. STB PVR pozwala być widzem niezależnym, oglądającym „co chce i kiedy chce”.